# Frantz Pangop
Frantz Pangop T’chidjui (* 18. Mai 1993 in Douala) ist ein kamerunischer Fußballspieler.

## Karriere

### Verein
Pangop begann seine Karriere beim Sable Batié. 2013 wechselte er zu Cotonsport Garoua. Im März 2014 wechselte er nach Schweden zum Drittligisten Örgryte IS. Im April 2014 debütierte er in der Division 1, als er am zweiten Spieltag der Saison 2014 gegen den IS Halmia in der 87. Minute für Andreas Östling eingewechselt wurde. Im Juni 2014 erzielte er bei einem 1:1-Remis gegen den Qviding FIF sein erstes Tor in der dritthöchsten schwedischen Spielklasse. Die Saison beendete er mit Örgryte als Tabellenzweiter der Gruppe Södra, in der Relegation scheiterte man jedoch an Assyriska Föreningen am Aufstieg. Nach der Saison 2014 verließ er den Verein.
Nach einem Jahr ohne Verein wechselte er zur Saison 2016 zurück nach Kamerun zu Union Douala. Im Januar 2018 wechselte er in die Vereinigten Staaten zu Minnesota United. Im März 2018 debütierte er für Minnesota in der MLS, als er am vierten Spieltag der Saison 2018 gegen die New York Red Bulls in der 72. Minute für Miguel Ibarra eingewechselt wurde. Bis Saisonende kam er zu neun Einsätzen in der MLS. Nach der Saison 2018 verließ er Minnesota.
Nach einem halben Jahr ohne Verein wechselte er zur Saison 2019/20 nach Österreich zum SCR Altach, bei dem er einen bis Juni 2021 laufenden Vertrag erhielt. Nach sieben Einsätzen für Altach in der Bundesliga wurde im Dezember 2020 sein Vertrag aufgelöst.
Nach zweieinhalb Jahren ohne Verein wechselte Pangop im Juli 2023 nach Kanada zum unterklassigen Darby FC.

### Nationalmannschaft
Pangop debütierte im August 2017 gegen São Tomé und Príncipe in der Qualifikation zur CHAN für die kamerunische Nationalmannschaft. In jenem Spiel, das Kamerun 2:0 gewann, erzielte er zudem sein erstes Länderspieltor. Mit Kamerun nahm er 2018 auch an der Nationenmeisterschaft teil, bei der man jedoch bereits in der Gruppenphase ausschied.